# 키얀

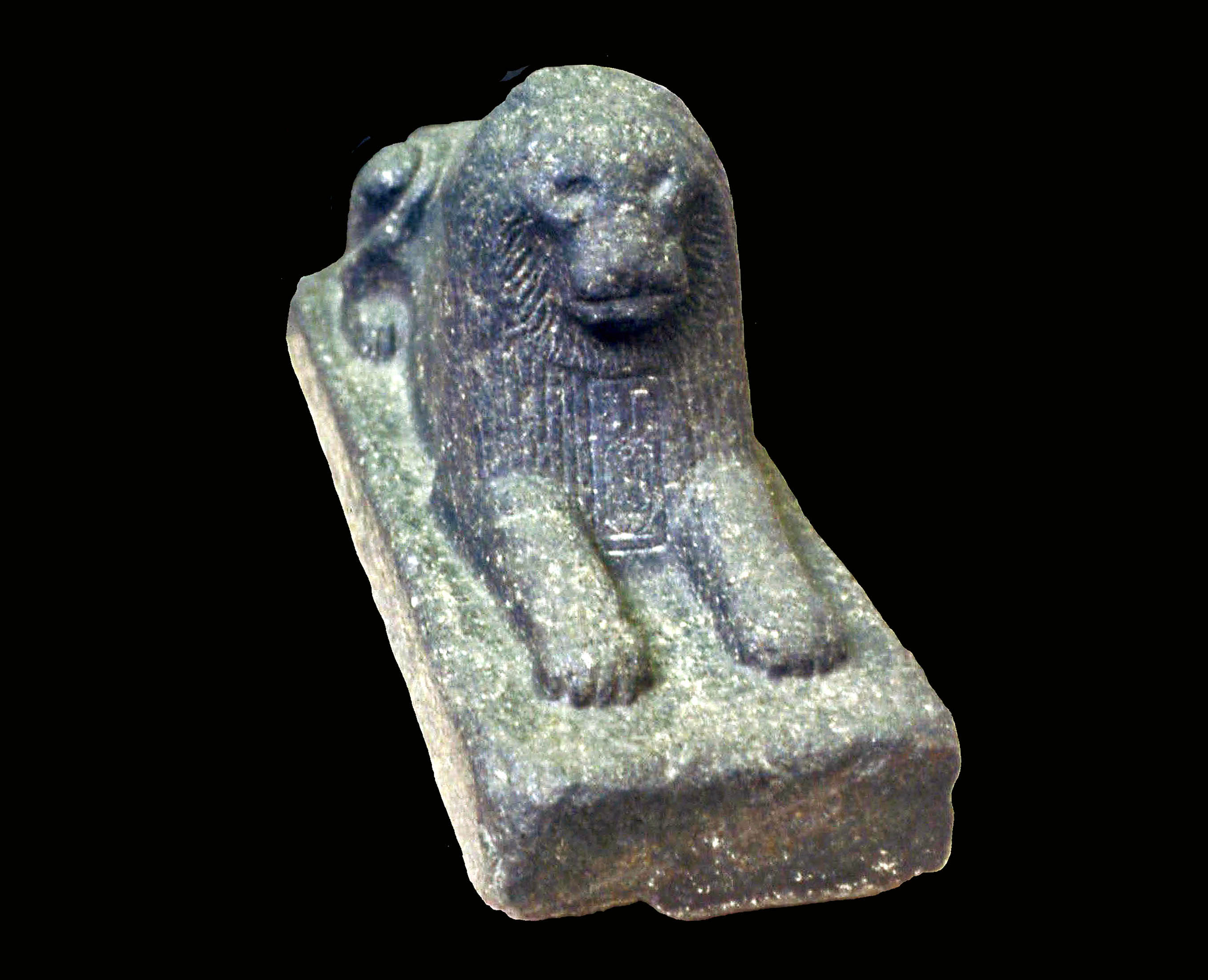

세우세렌레 키얀, 키안 또는 카얀은 이집트 15왕조 히스코스의 네 번째 파라오(재위:기원전 1610-1580)였다. 그는
아바리스에 세워진 비석에는 그의 장남 야나시의 이름과 직위가 기록되어 있다. 그는 후계자로 표시되어 있다. 그러나 카얀은 아포피스에 의해 계승되었는데 그는 분명히 찬탈자였다. 투린의 경전에 따르면 키얀은 30년에서 40년간 다스렸는데 이 히스코스 왕에 대해 알려진 수많은 업적으로 인한 것이다.
아포피스는 아마도 키얀이 죽은 후 쿠데타로 권력을 장악하였다.
키얀은 일반적으로 아모리트 하야누(히안)으로 된다.
| 전 대 샤키르-하르 | 제3대 힉소스 국왕 기원전 1610-1580 | 후 대 아포피스 |